# Минетта (горная порода)

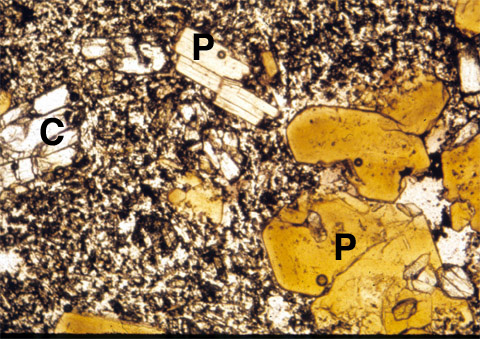
Минетта

Мине́тта (фр. minette — уменьшительное от фр. mine — руда) — жильная магматическая горная порода семейства лампорфиров.
Впервые описана в 1822 году французским геологом Эли де Бомоном (Léonce Élie de Beaumont, 1798—1874), изучавшим лотарингские и эльзасские породы.

## Свойства
В минетте вкрапления биотита и амфибола находятся в основной массе породы, состоящей из тех же минералов, а также из ортоклаза, плагиоклаза, клинопироксена, оливина.
Основная масса породы имеет серую, серо-чёрную или тёмно-бурую окраску, тонкозернистая. Наиболее частые вкрапления биотита выделяются блеском.
Встречается в жилах, имеет порфировую структуру.

## Разновидности горной породы
- Авгитовая
- Оливиновая
- Пилитовая
- Роговообманковая

## Месторождения
Встречается в Антарктиде (Земля Королевы Мод), Франции (Вогезы, Корсика, Нормандия), Германии (Альб), Чехии (Среднечешская возвышенность), Польше (Крконоше), Бразилии (Риу-Гранди-ду-Сул), США (Калифорния, Монтана, Нью-Мексико), Канаде (Квебек, Нью-Брансуик) и многих других странах.

## Применение
Может использоваться как строительный камень.